# Vigonza
Vigonza (Vigónsa in veneto) è un comune italiano di 23 405 abitanti della provincia di Padova in Veneto, situato a nord-est del capoluogo.

## Origini del nome
Il toponimo Vigoncia si ritrova per la prima volta in un atto notarile che attesta di un cospicuo dono matrimoniale, la Cartula De Morgincap (dono del primo mattino di matrimonio) del longobardo Giovanni del fu Martino di Piove di Sacco subito dopo il matrimonio avvenuto nel novembre del 999, alla fanciulla diletta e amatissima Giustina, figlia di Berengerio, abitante nel luogo di Vigonza (abitatrice in loco Vigoncia).
Diversi sono i pareri e le interpretazioni sull'origine del nome. Lo studioso di toponomastica Davide Olivieri sostiene che si possa riconoscere nella parola Vigonza il nome di una persona germanica Gunzo e in tal caso il nome Vigonza potrebbe significare "villaggio di Gunzo".
Altra possibile origine del nome potrebbe essere legata alla posizione geografica del paese che si trova in una biforcazione: chi veniva da Padova a Vigonza incontrava un bivio, una strada portava a Venezia, l'altra a Treviso. Il nome deriverebbe da Biguncia, ossia biforcazione. Un'ulteriore teoria ipotizza un collegamento con il nome dell'antica unità di misura decumana romana: l'uncia.

## Storia
La zona di Vigonza risulta essere stata abitata sin da prima della romanizzazione, il toponimo è citato per la prima volta in un documento del 999.
«Il territorio, bagnato dal Brenta e dal Tergola, fu nei secoli conteso da padovani trevigiani e veneziani. […] La località diede anche origine alla nobile famiglia [dei] Vigonza, celebre nel medioevo. Di origine germanica, questa famiglia venne accettata all'inizio del Mille nella nobiltà padovana». La prima apparizione del nome della frazione di San Vito è stata rintracciata dagli storici in un documento del 1132, mentre nel 1155 parte della campagna vigontina fu donata ai padri benedettini, che vi edificarono un monastero poi soppresso nella prima metà del Quattrocento. Nel 1405 il centro rurale entrò a far parte dei dominii della Repubblica Veneta.
Il campanile della chiesa parrocchiale di Santa Margherita sembrerebbe essere stato eretto tra il 1453 e il 1520, mentre negli anni della guerra della Lega di Cambrai, dopo la sconfitta dei veneziani ad Agnadello del 14 maggio 1509, il paese fu al centro di scontri cruenti. Ne seguì un periodo di stabilità e rinascita durato sino al 1797, anno della caduta della Serenissima a seguito dell'invasione delle truppe napoleoniche. Negli anni che seguirono la Venezia subì numerosi passaggi di mano tra francesi e austriaci. Le occupazioni straniere suscitarono l'astio dei contadini, predati innumerevoli volte dalle armate forestiere e ridotti a un grado di miseria che sotto il governo veneto non avevano mai conosciuto. Infine il Congresso di Vienna (22 settembre 1814 – 9 giugno 1815) confermò il possesso del Veneto all'Impero d'Austria; sino al 1866 Vigonza fece parte del Regno Lombardo-Veneto, poi entrò a far parte del Regno d'Italia.
Durante l'Ottocento la settecentesca Villa Gloria è stata residenza dello storico Andrea Gloria (1821-1911).
Sino alla prima parte del Novecento il tenore di vita della maggioranza degli abitanti di Vigonza rimase assai modesto; la costruzione dell'attuale chiesa parrocchiale fu iniziata il 12 ottobre 1913, l'edificio venne inaugurato l'8 dicembre 1926 e consacrato il 29 maggio 1934. Nel 1937, vicino al municipio, fu costruito il Borgo Rurale progettato dall'architetto Quirino De Giorgio.
Durante la seconda guerra mondiale, Vigonza fu colpita da bombardamenti che precipitarono gli abitanti in una condizione di grande sofferenza. Con il secondo dopoguerra e il miracolo economico, per via del progressivo aumento della prosperità, la vita del paese è profondamente mutata e con essa il suo paesaggio, segnato negli anni da trasformazioni urbanistiche impattanti.
Nel 1982 il comune di Vigonza contava oltre 15 000 abitanti, nel 2002 erano 16 000.
Il deterioramento dell'assetto paesaggistico originario non si è ad oggi arrestato. Fino agli anni Novanta del Novecento, nella zona di San Vito vi era ancora una rete di fossi sulle cui rive erano stati piantati dei noccioli e altri alberi, in seguito la cementificazione ha stravolto il territorio, non senza esporre l'abitato al rischio di allagamenti. Negli anni 2000 a San Vito si è rischiato di edificare un supermercato sull'alveo dell'antico Medoacus, ma le proteste della cittadinanza sono riuscite a far ridurre la cubatura degli stabili rispetto al progetto originario.
Nel 2021 il progetto del Consorzio Bacchiglione, in accordo con il Comune, di realizzare degli invasi per evitare straripamenti nel quartiere Perlasca ha suscitato accese discussioni nella popolazione, e una parte dei residenti ha proposto di ripristinare la rete di fossati tombinati lungo via Pertini, precedentemente coperti per realizzare la lottizzazione dell'area.

### Simboli
Lo stemma e il gonfalone sono stati concessi con decreto del presidente della Repubblica del 2 settembre 1959.
Lo stemma civico ricorda nel primo e nell'ultimo quarto l'emblema della locale famiglia da Vigonza (fasciato d'oro e di rosso, di quattro pezzi); nel secondo e nel terzo quarto è presente una ruota, simbolo dei signori da Peraga (d'azzurro, alla ruota d’oro).
Il gonfalone è un drappo partito di azzurro e di rosso.

### Onorificenze
Con decreto del presidente della Repubblica del 26 giugno 2015, con il quale viene riconosciuta l'importanza del territorio vigontino nell'ambito della cintura urbana di Padova per posizione, popolazione, attività e storia, viene assegnato al Comune di Vigonza il titolo di Città.

## Monumenti e luoghi d'interesse

### Architetture religiose

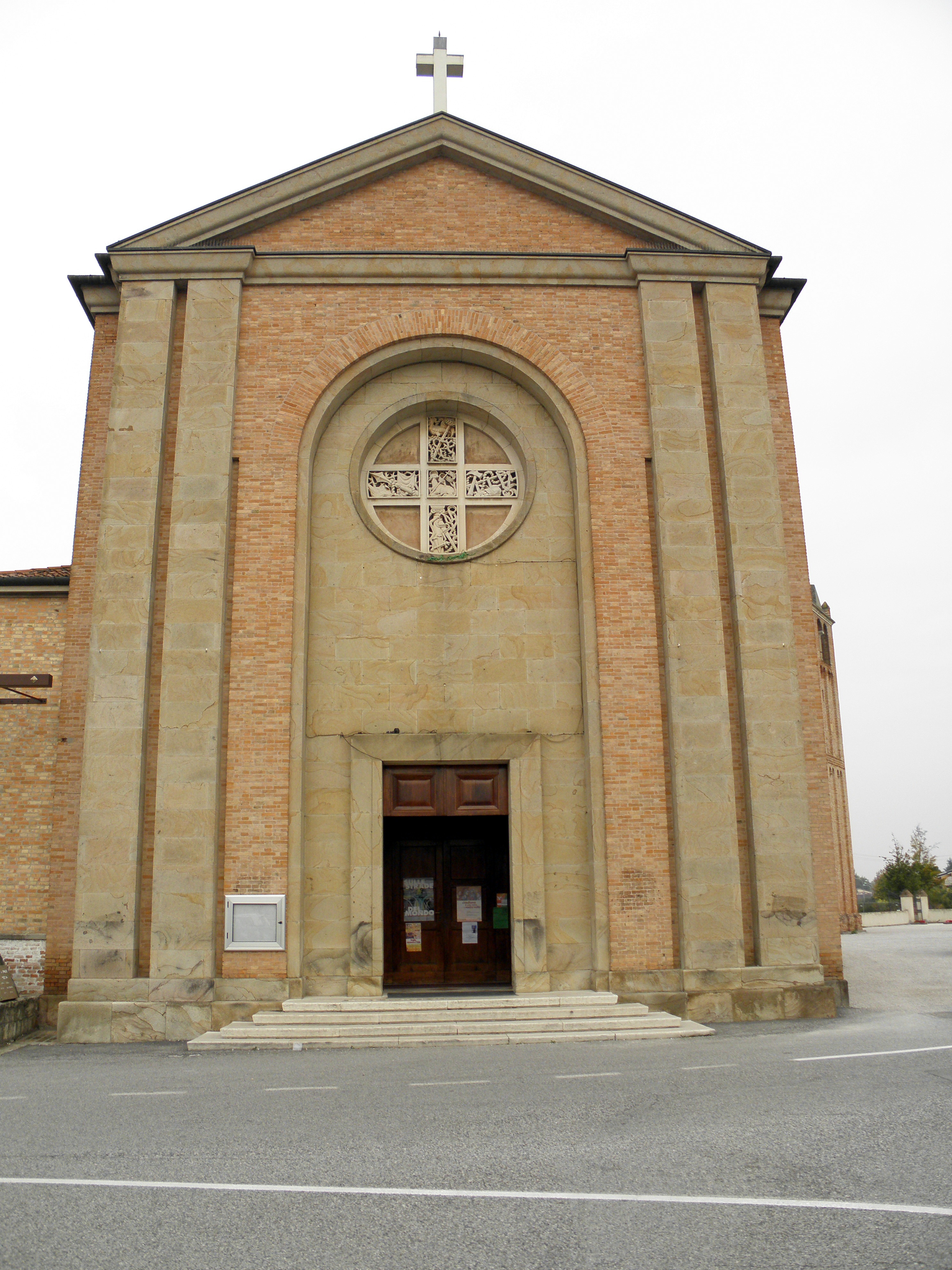
Chiesa di Santa Margherita

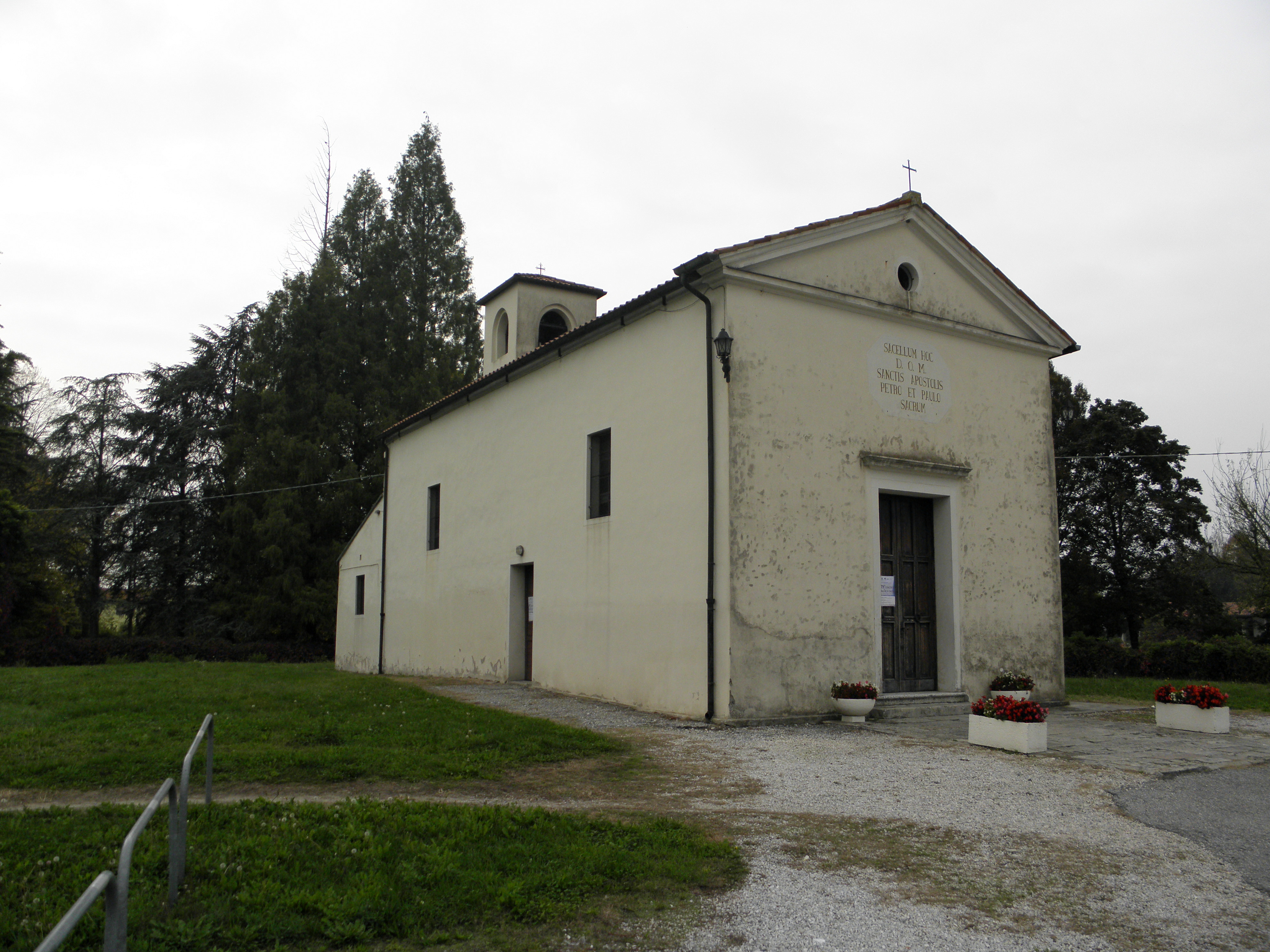
Chiesetta dei Santi Pietro e Paolo

Fonte sito istituzionale del comune di Vigonza
- Chiesa di Santa Margherita (XIX secolo). Situata nel centro urbano di Vigonza, è sede parrocchiale e dedicata a Margherita di Antiochia con il titolo di Santa Margherita Vergine e Martire; l'edificio venne costruito tra il 1834 ed il 1837 su progetto di Jacopo Sacchetti, parzialmente ricostruito a causa dei danni subiti durante la seconda guerra mondiale. nuova è infatti la facciata, realizzata nei tardi anni quaranta. Fa parte del complesso anche l'antico campanile risalente al XVI secolo precedentemente addossato alle vecchia chiesa ora demolita.
- Chiesetta dei Santi Pietro e Paolo, sita in località Carpane (XV secolo). Edificata nel 1478 su un'insula, sul luogo dove già ne esisteva una precedente, nota dal XII secolo, per proteggerla da possibili inondazioni.
- Chiesa dei Santi Vincenzo e Anastasio, Peraga.
- Chiesa di San Vito, nell'omonima frazione.
- Chiesa di Sant'Ambrogio, Pionca, inaugurata nel 1946.
- Oratorio di San Gaetano, Pionca, edificato nel 1698.

### Architetture civili

#### Ville Venete
Nel territorio comunale sono presenti 16 Ville venete, registrate nel catalogo dell'IRVV (Istituto Regionale Ville Venete):
- Villa Barisoni
  - Ca' Badoer, Muneratti, Corinaldi.
  - Villa Spada, Levorato.
  - Casino di caccia Pagnucco – Bettanini.
  - Villa Alzavola.
  - Villa Roman.
  - Villa Conte.
  - Villa Fongaro.
  - Villa Carraro-Pagin – Fattoretto.
  - Villa Barbariga, Sala, Basaglia.
  - Villa Donaudi.
  - Villa Pavanello.
  - Villa Arrigoni – Zuccolo.
  - Villa Trevisan – Sacchetto.
  - Villa Da Peraga, Bettanini.
  - Casa canonica di Vigonza.
  - Villa Selvatico, Da Porto

#### Architettura razionalista
In piazza Zanella esattamente di fronte all'edificio sede municipale sorge il complesso denominato "Borgo Rurale Fratelli Grinzato", progettato e realizzato dall'architetto Quirino De Giorgio, nella seconda metà degli anni '30, per conto del regime fascista in attuazione della politica del governo, volta ad eliminare le malsane abitazioni dei contadini dell'epoca denominate "Casoni", con edifici più moderni, salutari, confortevoli e strutturalmente organizzati. Il complesso rappresenta un tipico esempio di "architettura razionalista" dei primi del '900 e oltre alle casette schierate in forme sinuose spiccano "Il Teatro" recentemente ristrutturato e la "Casa del Fascio" oggi sede del comando di Polizia Locale del Comune.

## Società

### Evoluzione demografica
Abitanti censiti

## Cultura
Nativo di San Vito di Vigonza era l'artista Angelo Boarolo (1942–2023), in arte Angelo Rinaldi: dapprima anche musicista, egli esordì come cantante negli anni Sessanta, con il complesso beat Angelo Rinaldi e Gli Indifferenti. A differenza di molti gruppi di questo filone (spesso scomparsi senza lasciare registrazioni), nel 1967, Gli Indifferenti sono riusciti a incidere un 45 giri contenente due canzoni: Sì, noi ci amiamo e Questa mia vita inutile. Le dicerie secondo cui il nome Gli Indifferenti sarebbe stato scelto ispirandosi all'omonimo romanzo di Moravia sono prive di fondamento.
In seguito, Rinaldi si dedicò esclusivamente alla pittura e alla scultura raggiungendo una fama internazionale.

## Geografia antropica

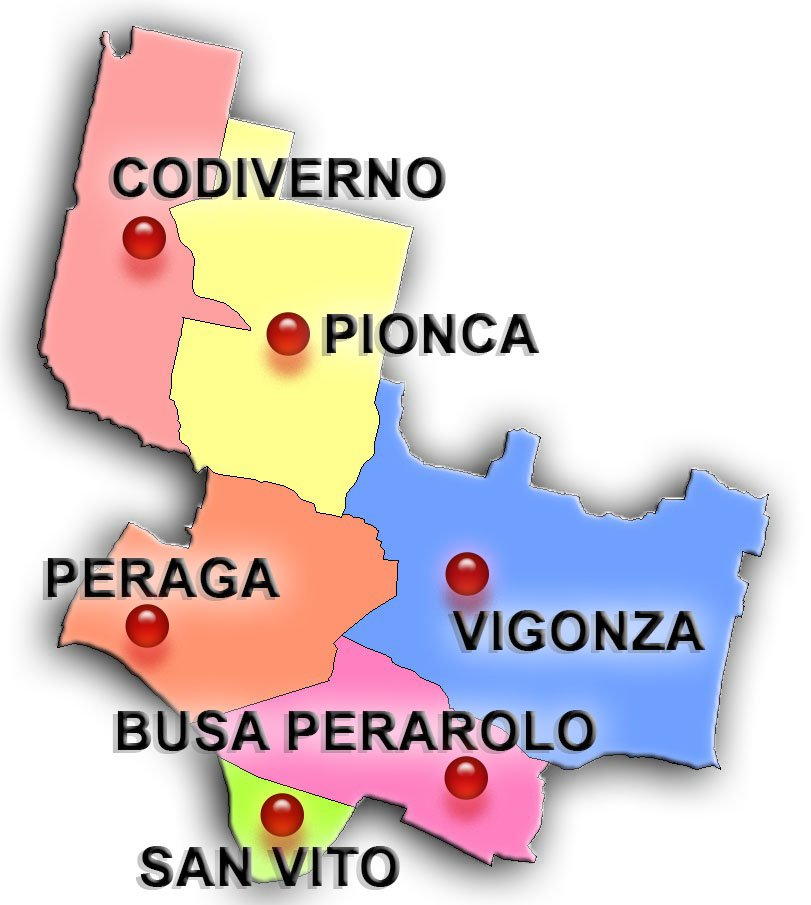
Frazioni urbanistiche

Il comune, in parte sviluppato sul graticolato romano, confina con la Provincia di Venezia e conta sette frazioni: 
- Busa
- Codiverno
- Peraga
- Perarolo
- Pionca
- San Vito
- Vigonza

quest'ultima capoluogo, il quale è posto lungo la Strada statale 515 Noalese, originata dalla fusione delle antiche vie provenienti rispettivamente da Treviso (Via Noalese) e da Mestre (Via Miranese).
Busa costituisce un popoloso nuovo quartiere che si può quasi considerare la prima periferia di Padova, Pionca e Codiverno sono frazioni a vocazione agricola, Peraga possiede la bellissima villa costruita nel 1300 sui resti del Castello dei Da Peraga mentre San Vito è frazione separata dal resto del territorio comunale dalla deviazione del Brenta, posta a breve distanza dal centro di Noventa Padovana.

## Amministrazione

### Sindaci dal 1946
| Nominativo                                           | Nominativo                                        | Partito / Coalizione                              | Periodo                                           | Elezione                                          |
| Sindaci eletti dal Consiglio comunale (1946-1995)    | Sindaci eletti dal Consiglio comunale (1946-1995) | Sindaci eletti dal Consiglio comunale (1946-1995) | Sindaci eletti dal Consiglio comunale (1946-1995) | Sindaci eletti dal Consiglio comunale (1946-1995) |
| ---------------------------------------------------- | ------------------------------------------------- | ------------------------------------------------- | ------------------------------------------------- | ------------------------------------------------- |
|                                                      | Luigi Cavinato                                    | Democrazia Cristiana                              | 1946-1948                                         | 1946                                              |
|                                                      | Giuseppe Ceoldo                                   | Democrazia Cristiana                              | 1948-1951                                         | (1946)                                            |
|                                                      | Giacomo Visentini                                 | Democrazia Cristiana                              | 1951-1954                                         | 1951                                              |
|                                                      | Andrea Gloria                                     | Democrazia Cristiana                              | 1954-1961                                         | (1951)                                            |
| 1956                                                 | Andrea Gloria                                     | Democrazia Cristiana                              | 1954-1961                                         |                                                   |
| 1960                                                 | Andrea Gloria                                     | Democrazia Cristiana                              | 1954-1961                                         |                                                   |
|                                                      | Dino Berti                                        | Democrazia Cristiana                              | 1961-1964                                         | (1960)                                            |
|                                                      | Girolamo Cortella                                 | Democrazia Cristiana                              | 1964-1970                                         | 1964                                              |
|                                                      | Orlando Bortoletto                                | Democrazia Cristiana                              | 1970-1980                                         | 1970                                              |
| 1975                                                 | Orlando Bortoletto                                | Democrazia Cristiana                              | 1970-1980                                         |                                                   |
|                                                      | Guido Carraro                                     | Democrazia Cristiana                              | 1980-1985                                         | 1980                                              |
|                                                      | Renzo Barutta                                     | Democrazia Cristiana                              | 1985-1992                                         | 1985                                              |
| 1990                                                 | Renzo Barutta                                     | Democrazia Cristiana                              | 1985-1992                                         |                                                   |
|                                                      | Lorenzo Levorato                                  | Democrazia Cristiana                              | 1992-1995                                         | (1990)                                            |
| Sindaci eletti direttamente dai cittadini (dal 1995) |                                                   |                                                   |                                                   |                                                   |
|                                                      | Mario Della Mea                                   | Grande coalizione                                 | 1995-1998                                         | 1995                                              |
|                                                      | Maria Rita Li Greci (Commiss. prefettizio)        | -                                                 | 1998-1999                                         | -                                                 |
|                                                      | Guido Carraro                                     | Centro-destra                                     | 1999-2002                                         | 1999                                              |
|                                                      | Luca Marchese (Commiss. prefettizio)              | -                                                 | 2002                                              | -                                                 |
|                                                      | Antonino Stivanello                               | Centro-sinistra                                   | 2002-2007                                         | 2002                                              |
|                                                      | Nunzio Tacchetto                                  | Centro-destra                                     | 2007-2017                                         | 2007                                              |
| 2012                                                 | Nunzio Tacchetto                                  | Centro-destra                                     | 2007-2017                                         |                                                   |
|                                                      | Innocente Marangon                                | Liste civiche                                     | 2017-2022                                         | 2017                                              |
|                                                      | Gianmaria Boscaro                                 | Centro-destra                                     | 2022-in carica                                    | 2022                                              |

### Gemellaggi
- Belene (Bulgaria)
- Favignana (Italia)

## Sport

### Calcio e calcio a 5
- Vigontina San Paolo F.C., nata nel 2016, militante in Serie D. È l'erede della Luparense San Paolo e dell'Atletico San Paolo Padova.
- S.S.D. Vigontina Calcio, nata nel 1995 dalla fusione tra A.S. Pionca e U.S. Busa. Nella stagione 2004-2005 ha militato in Serie D. Nel 2016 cessa l'attività in favore della neonata Vigontina San Paolo F.C.
- A.S.D. Vigonza, nata nel 1955 e militante in Seconda Categoria.
- U.S. Perarolo Vigontina, nata nel 1969 e militante in Terza Categoria.
- A.S.D. Vigoreal C5 militante in Serie C1.

### Nuoto
È presente l'ASD Nuoto Vigonza società ormai storica del nuoto veneto, affiliata al "team Veneto" creato da Gianni Gross. Da qui ne sono usciti vari medagliati nazionali ed internazionali, spicca il nome di Aglaia Pezzato che ha preso parte anche alle Olimpiadi di Rio 2016. Oltre ad Aglaia altri sono stati i medagliati a livello nazionali tra i quali spiccano i nomi di Giorgio e Giulio Boscaro, Francesco Peron, Anna e Jacopo Stefanello, Giammarco Foglia.

### Altri sport
Dal 1987 è presente una società sportiva denominata Polisportiva Union Vigonza che gestisce alcuni impianti sportivi comunali dove si praticano diverse discipline a livello amatoriale e agonistico.